# Ho scritto t'amo sulla sabbia
Ho scritto t'amo sulla sabbia è un brano musicale scritto da Sharade e Sonago ed è la signature song del duo vocale Franco IV e Franco I.

## Trama della canzone
Il testo della canzone è basato su poche frasi in cui c'è una dichiarazione d'amore che viene scritta sulla sabbia e gradualmente viene cancellata dal vento. L'ispirazione a Francesco Calabrese l'aveva data una sua amica francese che gli aveva inviato una cartolina con su scritto: “Ho scritto t’amo sulla sabbia e il mare lo cancellò. Poi l’ho scritto nel mio cuore e sempre lì restò”.

## Il 45 giri
Il brano fu pubblicato nel 1968 dalla Style come lato A del 45 giri Ho scritto t'amo sulla sabbia/Silvia.
La canzone si classificò al 3º posto al concorso RAI Un disco per l'estate 1968, ed il disco si posizionò al primo posto tra i 45 giri più venduti e rimase in classifica per 16 settimane.
Nel 1970 infine ambedue i brani furono inseriti nell'LP Franco IV e Franco I.

## Cover
- Andrea's Racket, 1968
- Giorgio Carnini, 1968, versione strumentale, inserita nell'album Giorgio Carnini all'organo Hammond X-66 (ARC, KAS 25), pubblicato anche in Turchia e Venezuela
- Dorsey Dodd, versione strumentale, album del 1968 Intimità (Vedette Records, VPAS 874)
- Renato dei Kings, 1968 - compilation del 2006 Canzoni da mare (Azzurra Music – TBP11356)
- I Milords, album del 1985 Amore, ti ricordi... (Andros Music, LP 3306)